# Квітинський В'ячеслав Антонович
В'ячеслав Антонович Квітинський (нар. 25 листопада 1920 — 30 листопада 1995) — Герой Радянського Союзу (1945), в роки німецько-радянської війни учасник радянського партизанського руху в Україні, в Білорусі, Польщі та Чехословаччині, командир партизанської бригади.

## Біографія
Народився 25 листопада 1920 року в селищі Антовільно (тепер Лепельського району Вітебської області) у селянській родині. Білорус. Член ВКП(б) з 1945 року. Закінчив Лепельскую середню школу і восени 1939 року вступив у Ленінградський педагогічний інститут імені Покровського. У листопаді 1939 року був призваний до лав Червоної Армії і направлений в школу 376-го гаубичного артилерійського полку, у складі якого брав участь в агресії СРСР проти Фінляндії на Карельському перешийку з грудня 1939 року по березень 1940 року. Повернувшись із фронту, закінчив полкову школу і був призначений командиром гармати.
Коли почалася Німецько-радянська війна, В. А. Квітинський у складі полку вів бої проти німців у районі Добромиля Дрогобицької області. 8 серпня 1941 року полк потрапив в оточення поблизу села Підвисоке Кіровоградської області. За наказом командування гармати були знищені, а вояки полку продовжували вести бої проти німців у складі стрілецьких частин, намагаючись прорвати кільце німецького оточення. У жовтні в районі Коростеня В. А. Квітинський з групою бійців встановив зв'язок з Новоград-Волинським підпіллям і почав виконувати його окремі доручення щодо знищення ліній ворожого зв'язку та руйнування доріг на ділянці Житомир—Новоград-Волинський—Корець.
У червні 1942 року В. А. Квітинський вступив до партизанського загону «Перший Волинський», став кулеметником. Виконував бойові завдання з розгрому німців у Ємільчинському, Коростенському та Новоград-Волинському районах. 16 липня 1942 року партизанський загін «Перший Волинський» об'єднався з розвідувальною групою Генерального штабу Червоної Армії. У другій половині 1942 року партизанська диверсійно-розвідувальна група під командуванням В. А. Квітинського підірвала чотири ворожі ешелони з живою силою і технікою на ділянці залізниці Коростень—Олевськ.
У лютому 1943 року В. А. Квітинський вступив у партизанський загін під командуванням Андрія Михайловича Грабчака. Диверсійно-розвідувальна група на чолі з В. А. Квітинським з лютого по жовтень підірвала одинадцять ешелонів німців на залізниці Коростень—Сарни, Шепетівка—Новоград-Волинський. За рішенням Українського штабу партизанського руху партизанський загін під командуванням А. М. Грабчака був переформований у з'єднання партизанських загонів. В. А. Квітинського призначили командиром загону «Червоний фугас». Всі завдання, поставлені перед загоном, успішно виконувалися. Усього за 1943 рік партизани загону підірвали 40 військових поїздів ворога, не раз виводили з ладу телефонний зв'язок між Вінницею і Берліном на ділянці Корець—Новоград-Волинський.
У січні 1944 року після відвоювання частинами Червоної Армії Новограда-Волинського загін «Червоний фугас» отримав наказ вийти в район Бреста для диверсійних дій на залізниці Ковель—Брест, Пінськ—Брест. Загін протягом трьох місяців пустив під укіс 19 військових ешелонів з живою силою і технікою противника. У квітні 1944 року загін «Червоний фугас» було розформовано, а В. А. Квітинський направлений в розпорядження Українського штабу партизанського руху.
За наказом Українського штабу партизанського руху в червні 1944 року в селі Обареві на Рівненщині В. А. Квітинським був сформований десантний партизанський загін. Партизани відбули 27 червня 1944 року літаком в Дрогобицьку область, а потім здійснили рейд до Польщі і Словаччини. У серпні 1944 року, коли до загону приєдналися солдати повсталої словацької армії, а також радянські військовополонені і місцеве населення, він був переформований у партизанську бригаду імені Клемента Готвальда. Командиром бригади призначили В. А. Квітинського.
За час бойових дій бригади з серпня 1944 року по лютий 1945 року було здійснено 156 бойових операцій, пущено під укіс 48 військових ешелонів і бронепоїзд, підірвано два танки і 130 автомашин, вбито і поранено більше тисячі солдатів і офіцерів ворога.
Указом Президії Верховної Ради СРСР від 2 травня 1945 року «за виконання бойових завдань командування і особливі заслуги у розвитку партизанського руху» В'ячеславу Антоновичу Квітинському присвоєно звання Героя Радянського Союзу з врученням ордена Леніна і медалі «Золота Зірка» (№ 7405).
Після війни В. А. Квітинський закінчив Київський державний університет імені Т. Г. Шевченко. Працював лектором товариства «Знання». Був завідувачем відділом пропаганди Київської обласної організації Українського товариства охорони пам'яток історії та культури.

Могила В'ячеслава Квітинського

Жив у Києві. Помер 30 листопада 1995 року. Похований у Києві на Байковому кладовищі.

## Творча діяльність
В. А. Квітинський є автором книги «Фронт без тилу» (Київ, 1971) та «Партизанські Татри» (Київ, 1982).

## Нагороди
Нагороджений двома орденами Леніна, орденом Червоного Прапора, чотирма орденами ЧССР, польським орденом Золотий хрест «Віртуті мілітарі», медалями.